# Албещ
Албещ (на румънски: Albeşti, което означава „бяло (село)“) е село и център на община в окръг Констанца, Северна Добруджа в Румъния.

## История
Първото писмено споменаване на селото е през 1856 г., когато турско население от Кримския полуостров се заселва в тогава наричаното Саръ гьол. През 1924 г. селото е обединено с (на румънски: Acbaş; на турски: Akbas) в резултат на административна реформа и му е дадено името Албещ. През 1940 настъпва размяна на населението – българското население е депортирано в България, а румънските заселници са екстрадирани от Южна Добруджа. През 1970 голяма вълна от заселници пристигат в селото от Молдова, Олтения и Марамуреш. През 1971 в покрайнините на града са разкопани останките от крепост на площ 2800 кв. м., датирана от III-IV век.

## География и демографски данни[1]
|  |  |  |

Етнически състав на кметство Албещи
|  |  |  |

Вероизповедания в кметство Албещи
Селото се намира на югоизток от Мангалия и се пресича от едноименната река Албещ, която се влива в Черно море и от областния път DJ391. Общината включва пет села:
- Албещ (исторически имена: турски: Akbaş и Sarighiol);
- Арса (историческо име: Capuci);
- Короана (исторически наименования: Cadichioi, турски: Kadıköy);
- Коту Въй (исторически наименования: Chiragi или Ciragi, турски: Kiracı);
- Въртоп (историческо наименование: Deliorucci).[2]